# Dichiarazione del clero di Francia

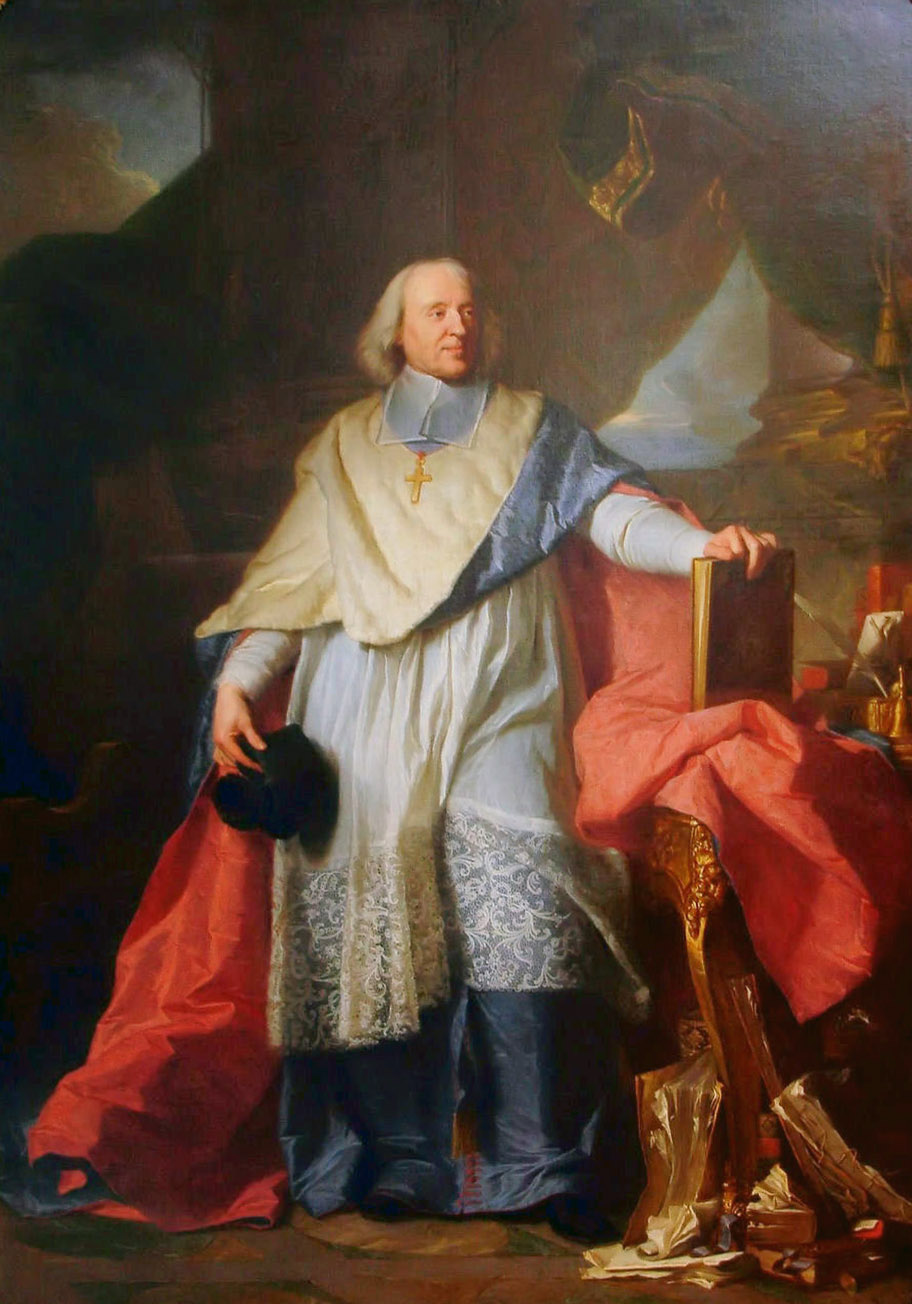
Jacques Bénigne Bossuet, principale autore della Dichiarazione

La Dichiarazione del clero di Francia (in francese Déclaration du clergé de France), nota anche come Dichiarazione dei Quattro articoli (Déclaration des Quatre articles), è un documento prodotto nel 1681 dall'Assemblea del clero di Francia. Promulgata ufficialmente nel 1682, codificava per la prima volta in quattro articoli i principi del gallicanesimo in un sistema coerente con formule ufficiali e definitive.

## Antefatti
Il concordato di Bologna del 1516 tra la Santa Sede e il Regno di Francia abrogò e rimpiazzò esplicitamente la Prammatica Sanzione di Bourges del 1438 e fu confermato dal contemporaneo quinto concilio Lateranense e approvato dai Parlements nel 1518. Roger Aubenas, nel The New Cambridge Modern History, definisce il documento "una logica divisione di prerogative, che tuttavia comportò l'interruzione della pratica delle elezioni". Secondo i termini del concordato, l'elezione dei vescovi da parte dei canonici e degli abati da parte dei monaci fu abbandonata; il diritto di presentazione di un candidato per i ruoli di vescovo, abate o priore fu assegnato al re, mentre il diritto di conferma del candidato, il diritto di devoluzione e il diritto di riserva furono assegnati al papa. Data comunque la necessità di presentare un candidato adatto e qualificato, "la scelta del re non poteva essere del tutto arbitraria". Il concordato rinegoziava inoltre le annate e altre questioni.
Nel 1663, il Collegio della Sorbona dichiarò solennemente che non avrebbe accettato alcuna autorità papale nei domini temporale del re, né la sua superiorità alle decisioni di un concilio ecumenico o la sua infallibilità se non con il consenso della Chiesa.
Nel 1673, re Luigi XIV di Francia, un sovrano assoluto, estese il droit de régale a tutto il regno francese. Esistevano due tipi di régale: régale temporelle e régale spirituelle. Già i precedenti re di Francia avevano affermato che il droit de régale spettasse loro di diritto in virtù della supremazia della Corona sulle sedi episcopali, incluse quelle precedentemente considerate esenti dalla rivendicazione di tale diritto. Sotto Luigi XIV, la pretesa del diritto di appropriarsi delle rendite delle diocesi vacanti e di stabilirne i beneficiari fu messa in atto con massima fermezza. I Parlements si ritennero soddisfatti e la maggioranza dei vescovi si sottomise senza alcuna effettiva resistenza. Solo due prelati, Nicolas Pavillon, vescovo di Alet, e François de Caulet, vescovo di Pamiers, entrambi giansenisti, si opposero all'ingerenza reale. Nel 1677, dopo essersi entrambi appellati senza successo al loro arcivescovo metropolita, che si schierò con Luigi XIV, si appellarono direttamente a papa Innocenzo XI.
Con ben tre brevi apostolici, Innocenzo XI esortò Luigi XIV a non estendere il suo diritto alle diocesi che ne erano precedentemente esenti, alle quali diede il suo pieno sostegno.
Nel 1681, Luigi XIV convocò a Parigi l'Assemblea del clero per valutare la questione del droit de régale. Fu presieduta da François de Harlay de Champvallon, arcivescovo di Parigi, e da Charles-Maurice Le Tellier, arcivescovo di Reims. La questione fu rapidamente risolta in favore del re. Luigi richiese poi che l'Assemblea si pronunciasse anche sulla questione dell'autorità papale, e questa si schierò nuovamente dalla parte del sovrano.

## I quattro articoli
Le decisioni dell'Assemblea furono raccolte in quattro articoli (detti quattro articoli gallicani), redatti da Charles-Maurice Le Tellier, arcivescovo di Reims, Gilbert de Choiseul du Duplessis Praslin, vescovo di Tournai, e Jacques Bénigne Bossuet, vescovo di Meaux. Secondo quanto riportato da Antoine Dégert nella Catholic Encyclopedia, le dottrine espresse nei quattro articoli erano le seguenti:
1. San Pietro e i papi, suoi successori, e la Chiesa stessa hanno ricevuto la loro autorità [puissance] da Dio solo sulle cose spirituali e su ciò che riguarda la salvezza dell'anima, e non già sulle cose temporali e civili. Perciò, i re e i sovrani non sono, per volere di Dio, soggetti ad alcuna autorità ecclesiastica nelle questioni temporali; non possono essere deposti, né direttamente né indirettamente, dall'autorità dei capi della Chiesa e i loro sudditi non possono essere dispensati dalla sottomissione e dall'obbedienza dovuta o sciolti dal loro giuramento di fedeltà.[1][13][17] Secondo Dégert, l'articolo 1 riguardava l'assoluta indipendenza del potere civile da quello religioso;[1] secondo Sicard, invece, l'articolo 1 affermava che il pontefice non avesse alcuna autorità, diretta o indiretta, sul potere temporale dei sovrani.[7]
2. La pienezza dell'autorità sulle cose spirituali, che appartiene alla Santa Sede e ai successori di San Pietro, non intacca in alcun modo la permanenza e la valenza inamovibile dei decreti del concilio di Costanza contenuti nella quarta e quinta sessione di detto concilio,[N 5] approvati dalla Santa Sede, confermati dalla pratica della Chiesa tutta e del romano pontefice, e osservati in tutte le epoche dalla Chiesa gallicana. Questa Chiesa non approva l'opinione di coloro che insultano tali decreti o che ne riducono la valenza sostenendo che la loro autorità non sia debitamente fondata, che essi non siano stati approvati o che si applichino solo al periodo dello scisma.[1][19][20] Secondo Dégert, l'articolo 2 riguardava la superiorità dell'autorità dei concili su quella del papa;[1] secondo Sicard, invece, esso affermava che l'autorità papale fosse inferiore a quella dei concili ecumenici e che i decreti del concilio di Costanza fossero ancora vincolanti.[7]
3. L'esercizio di questa autorità [puissance] apostolica deve essere regolato anche in accordo con i canoni imposti dallo Spirito di Dio e consacrati dal rispetto del mondo intero. Le regole, le tradizioni e le costituzioni accettate all'interno del regno e della Chiesa gallicana devono avere la propria valenza e i propri effetti, e le consuetudini dei nostri padri devono restare inviolabili, poiché la dignità della Sede Apostolica stessa esige che le leggi e le tradizioni stabilite dal consenso di tale augusta sede e di tutte le Chiese siano sempre conservate.[1][19][21] Secondo Dégert, l'articolo 3 riguardava la priorità del rispetto dei canoni sull'obbedienza alla Santa Sede;[1] secondo Sicard, invece, l'articolo 3 affermava che l'esercizio dell'autorità pontificia dovesse essere regolato dai canoni ecclesiastici.[7]
4. Sebbene il papa abbia il ruolo più importante nelle questioni di fede e sebbene i suoi decreti di applichino a tutte le Chiese e a ogni Chiesa in particolare, il suo giudizio non è tuttavia irriformabile, bensì soggetto al consenso della Chiesa.[1][19][22] Secondo Dégert, l'articolo 4 riguardava un'implicita negazione dell'infallibilità papale;[1] secondo Sicard, invece, l'articolo 4 affermava che le decisioni dogmatiche del pontefice non fossero irrevocabili finché non fossero state confermate dal giudizio della Chiesa tutta.[7][N 6]

Secondo la dottrina gallicana, quindi, il primato papale era limitato da:
- il potere temporale dei sovrani, il quale, per volontà divina, era inviolabile[1]
- l'autorità dei concili ecumenici e dei vescovi, i quali avevano il potere, con il loro assenso, di dare ai decreti del pontefice quell'infallibile autorità di cui, di per sé, mancherebbero
- i canoni e le tradizioni delle Chiese particolari, che il pontefice era obbligato a tenere in considerazione durante l'esercizio della propria autorità

### Interpretazione
C'erano due tipi di gallicanesimo:
- il gallicanesimo episcopale (o politico), che puntava a ridimensionare l'autorità dottrinale del papa in favore di quella dei vescovi, nelle modalità espresse nella Dichiarazione del clero di Francia.[1]
- il gallicanesimo parlamentare (o giuridico), che puntava a incrementare i diritti dello Stato a discapito di quelli della Chiesa, sulla base di quelle che furono chiamate libertà gallicane, che riguardavano i rapporti tra i poteri temporale e spirituale. I quattro articoli della Dichiarazione del clero di Francia furono incorporate in questa collezione più ampia e già strutturata in precedenza.[1]

Il gallicanesimo parlamentare era di più portata più ampia di quello episcopale ed era spesso disconosciuto dai vescovi francesi. W. Henley Jervis ha scritto, in The Gallican Church, che il gallicanesimo precedeva Luigi XIV e non ebbe inizio con la Dichiarazione del clero di Francia, né fu creato dal concordato di Bologna o dalla Prammatica Sanzione di Bourges. Due delle più importanti libertà difese dal gallicanesimo parlamentare erano il diritto del re di Francia di convocare concili ecclesiastici nei propri territori e il diritto di promulgare leggi e regolamenti riguardanti materie ecclesiastiche, entrambi risalenti all'epoca medievale.

## Conseguenze
Luigi XIV ordinò che la Dichiarazione del Clero di Francia fosse promulgata da tutti i pulpiti di Francia. Ordinò inoltre l'inserimento dei quattro articoli nei curriculum di tutte le scuole e facoltà di teologia; nessuno poteva ottenere una laurea in teologia senza includere la dottrina gallicana in una delle proprie tesi, e fu vietata l'inclusione di qualsiasi forma di critica ai quattro articoli. Nonostante un'iniziale resistenza, anche la Sorbona si piegò alle direttive reali.
Il teologo giansenista Antoine Arnauld, allora esule a Bruxelles, nei Paesi Bassi spagnoli, si mostrò concorde con la dottrina dei quattro articoli e scrisse a Innocenzo XI per dissuaderlo dal pubblicarne una censura formale. Arnauld temeva che una denuncia papale degli articoli si sarebbe tramutata in uno "strumento inestimabile nelle mani degli eretici per far apparire la Chiesa romana come odiosa, per creare nuovi ostacoli alla conversione dei protestanti, e per istigare una ancor più crudele persecuzione per i poveri cattolici in Inghilterra". Tuttavia, Arnauld e la maggior parte di giansenisti si schierarono in seguito dalla parte della Santa Sede nella disputa del droit de régale.
Papa Innocenzo XI esitò inizialmente a censurare la pubblicazione della Dichiarazione. L'11 aprile 1682, in un apposito breve, proclamò la nullità di ogni decisione dell'Assemblea del 1681 riguardo al droit de régale e di ogni atto derivante, e, appellandosi al concordato di Bologna, rifiutò la propria approvazione a tutti i candidati vescovi per le sedi vacanti presentati da Luigi XIV che avevano preso parte all'Assemblea. Così, per anni, tutti i candidati vescovi nominati da Luigi XIV godettero delle rendite e delle prerogative temporali derivanti dalle loro sedi ma, secondo i termini del concordato di Bologna e della dottrina cattolica, non poterono svolgere nessuna delle funzioni spirituali dell'episcopato. Almeno 35 diocesi, quasi un terzo di tutte le diocesi del regno, rimasero senza un vescovo canonicamente investito.
La costituzione apostolica Inter multiplices pastoralis officii, promulgatada papa Alessandro VIII nel 1690 e pubblicata nel 1691, condannò nella loro interezza i procedimenti dell'Assemblea del 1681 e dichiarò la Dichiarazione del Clero di Francia nulla e invalida. Il 14 settembre 1693, Luigi XIV abrogò i quattro articoli e scrisse una "lettera di ritrattazione" a papa Innocenzo XII. Ai candidati vescovi che, avendo preso parte agli eventi del 1681, si erano visti negare l'approvazione papale fu concesso di riceverla, a patto che sconfessassero tutti i decreti dell'Assemblea in materia di amministrazione ecclesiastica e autorità pontificia.
Tuttavia, secondo Dégert, la Dichiarazione del clero di Francia rimase "simbolo vivente del gallicanesimo" che era ancora professato dalla maggioranza del clero francese, che continuò a difenderlo nelle facoltà di teologia, nelle scuole e nei seminari. Anche i Parlements continuarono a sopprimere ogni opera che sembrasse ostile ai principi dei quattro articoli. Quelle idee sarebbero successivamente riemerse durante la Rivoluzione francese nella Costituzione civile del clero del 1790.

### Annotazioni
1. ↑  Ossia il diritto di nominare un candidato a propria scelta nel caso in cui il re non dovesse presentarne uno nei tempi stabiliti.[2]
2. ↑  Per secoli, durante il Medioevo, l'appropriazione di diritti ecclesiastici da parte dello Stato era stata causa di innumerevoli abusi e spoliazioni.[7]
3. ↑  Caulet morì nel 1680. Il capitolo della cattedrale di Pamiers elesse un amministratore diocesano per il periodo della sede vacante, impedendo però alla fazione pro-régale di votare. Il governo civile si oppose a questa scelta e la fazione pro-régale irruppe con la forza nella cattedrale per tentare di invalidare l'elezione, ma furono aggressivamente denunciati dal pulpito da uno dei loro oppositori e minacciati di scomunica. La lite degenerò in una rivolta e fu necessario l'intervento di un contingente armato da Tolosa per ristabilire l'ordine.

Intervenne anche l'arcivescovo di Tolosa, Joseph de Montpezat de Carbon, che rimpiazzò l'amministratore scelto dal capitolo con un prete di sua scelta. Il capitolo, in risposta, nominò Jean Cerle, ex-vicario generale di Caulet, come nuovo amministratore. Cerle non poté tuttavia svolgere pubblicamente il proprio incarico, poiché la diocesi era ora saldamente in mano alla fazione pro-régale, che godeva anche del supporto dell'autorità civile. Cerle, tuttavia, continuò a esercitare le proprie funzioni nascosto in un luogo sicuro, scrivendo lettere pastorali, ordinanze e appelli al pontefice, nonché anatemi contro i suoi avversari, "con tale rapidità e virulenza da provocare rabbiose rappresaglie". Il Parlement di Tolosa processò Cerle per sedizione e tradimento e, poiché si rifiutava di comparire davanti ai giudici, lo condannò a morte in contumacia e giustiziò una sua effigie sia a Tolosa che a Pamiers. Innocenzo XI, in un breve, dichiarò nulla la nomina del vicario generale da parte di Montpezat, cancellò ogni provvedimento preso dall'arcivescovo e dal suo nominato e scomunicò loro e chiunque li avesse ulteriormente sostenuti in contravvenzione i suoi ordini. Innocenzo XI dichiarò inoltre che tutte le facoltà di assolvere i peccati concesse dall'amministratore diocesano illecito ai sacerdoti erano "prive di effetto" e che i matrimoni da loro celebrati erano da considerarsi invalidi.[8]
4. ↑  Le traduzioni (in inglese) dei quattro articoli variano a seconda dell'autore. Quelle di Dégert e Otten sono sostanzialmente identiche.[1][13] Quella di Denzinger ha un tono più autorevole.[14] Jervis include una traduzione dell'intero documento,[15] così come Ehler e Morrall.[16]
5. ↑  Secondo Ehler e Morrall, l'articolo 2 si riferisce al decreto Haec sancta del concilio di Costanza, promulgato il 6 aprile 1415, che fu confermato dal concilio di Basilea e incluso nella Prammatica Sanzione di Bourges.[18]
6. ↑  La costituzione dogmatica del concilio Vaticano I Pastor Aeternus definì il dogma dell'infallibilità papale, secondo il quale le definizioni del magistero straordinario papale sono irriformabili anche dal consenso della Chiesa.[23] Come sostiene Costigan, la sua "formulazione è chiaramente calcolata per controbattere" a questo articolo.[24]
7. ↑  I candidati poterono comunque amministrare le loro diocesi in virtù dell'autorità concessagli dai rispettivi capitoli diocesani, che li nominarono vicari generali, così come era prassi nei periodi di sede vacante.[29]

### Riferimenti
1. 1 2 3 4 5 6 7 8 9 10 11 12 13 14 15 16 17 18 19 20 21  (EN) Antoine Dégert, Gallicanism, in Catholic Encyclopedia, vol. 6, New York, Encyclopedia Press, 1913.
2. 1 2 3 4  (EN) Leo Kelly e Benedetto Ojetti, Concordat, in Catholic Encyclopedia, vol. 4, New York, Encyclopedia Press, 1913.
3. ↑  Aubenas, p. 86.
4. 1 2  Aubenas, p. 85.
5. 1 2 3 4 5  (EN) Michael Ott, Droit de Regale, in Catholic Encyclopedia, vol. 12, New York, Encyclopedia Press, 1913.
6. ↑  Costigan, p. 13.
7. 1 2 3 4 5 6 7 8 9 10 11  (EN) Jean Auguste Sicard, Assemblies of the French Clergy, in Catholic Encyclopedia, vol. 1, New York, Encyclopedia Press, 1913.
8. ↑  Jervis 2, pp. 29-30.
9. ↑  (EN) Gallicanism, su britannica.com.
10. ↑  (EN) Charles B. Schrantz, Gilbert Choiseul du Plessis-Praslin, in Catholic Encyclopedia, vol. 3, New York, Encyclopedia Press, 1913.
11. ↑  Otten, p. 512.
12. ↑  Costigan, p. 17.
13. 1 2  Otten, pp. 512-513.
14. ↑  Denzinger, pp. 2281-2284.
15. ↑  Jervis 2, pp. 49-51.
16. ↑  Ehler & Morrall, pp. 207-208.
17. ↑  Denzinger, p. 2281.
18. 1 2  Ehler & Morrall, p. 206.
19. 1 2 3  Otten, p. 513.
20. ↑  Denzinger, p. 2282.
21. ↑  Denzinger, p. 2283.
22. ↑  Denzinger, p. 2284.
23. ↑  Denzinger, nn. 3073-3074.
24. ↑  Costigan, p. 2.
25. ↑  Jervis 1, p. 14.
26. ↑  Otten, p. 511.
27. ↑  Jervis 2, p. 53.
28. ↑  Jervis 2, pp. 54-55.
29. ↑  Jervis 2, p. 54.
30. ↑  Denzinger, p. 487.